# Hybolabus ater
Hybolabus ater là một loài bọ cánh cứng trong họ Attelabidae. Loài này được Olivier miêu tả khoa học năm 1789.